# Rhyddfedd Frych
Rhyddfedd ap Categern, detto anche Rhyddfedd Frych (cioè il Lentigginoso) (435?), è stato un sovrano del Powys (nell'odierno Galles).
Si ignora quasi tutto su Rhyddfedd, comprese la sua genealogia, la sua reale data di nascita, quella di morte e quella in cui salì al trono. Rhyddfedd visse, infatti, in un periodo molto oscuro della storia della Gran Bretagna, per il quale le fonti sono pressoché inesistenti o risalgono ad epoche successive.
Il nome di suo padre, Categern, porterebbe a pensare che fosse il figlio di Cadeyrn Fendigaid e, quindi, fratello di Cadell, che lo precedette sul trono. Ma si tratta solo di speculazioni.
È probabile che abbia retto le sorti del regno per una ventina d'anni, cioè fino a quando il legittimo erede, Cyngen Glodrydd, non raggiunse la maggiore età. Ma niente si sa di certo su questi eventi.